# جون فرانك
جون فرانك (بالإنجليزية: John E. Frank)‏ هو لاعب كرة قدم أمريكية أمريكي، ولد في 17 أبريل 1962 في بيتسبرغ في الولايات المتحدة.

## وصلات خارجية
- جون فرانك على موقع مرجع كرة القدم المحترفة.كوم (الإنجليزية)
- جون فرانك على موقع كلية كرة القدم في سبورتس رفرنس.كوم (الإنجليزية)